# 気高町
気高町（けたかちょう）は、かつて鳥取県の東部に存在した町である。気高郡に属した。
2004年（平成16年）11月1日に岩美郡国府町・福部村、八頭郡河原町・用瀬町・佐治村、気高郡鹿野町・青谷町と共に鳥取市へ編入され、消滅した。かつての町域は鳥取市気高町となっている。

## 地理
日本海に面し、河内川及び浜村川が北流する。中心地の浜村は浜村温泉で知られ、海岸には海水浴場が多くある。浜村川に沿って南から鹿野町域が大きく食い込む。

### 隣接していた自治体
- 鳥取県
  - 鳥取市
  - 気高郡鹿野町、青谷町

## 歴史
- 1955年（昭和30年）7月1日 - 気高郡浜村町・逢坂村・酒津村・宝木村・瑞穂村が合併して気高町が発足。
- 2004年（平成16年）11月1日 - 鳥取市に編入[1]。同日気高町廃止。

## 教育
- 気高町立酒津小学校
- 気高町立宝木小学校
- 気高町立気高中学校

## 交通

### 鉄道路線
- 中心となる駅：浜村駅
- 西日本旅客鉄道（JR西日本）
  - 山陰本線：（鳥取市） - 宝木駅 - 浜村駅 - （青谷町）

### 道路
- 国道9号
- 鳥取県道21号鳥取鹿野倉吉線
- 鳥取県道32号郡家鹿野気高線
- 鳥取県道182号宝木停車場上光線
- 鳥取県道198号鷲峰気高線
- 鳥取県道233号矢口鹿野線
- 鳥取県道275号八束水勝見線

## 主な観光地
- 浜村温泉
- 水尻池

## 出身人物
- 明石潮（俳優）
- 加藤隆志（ギタリスト、『東京スカパラダイスオーケストラ』メンバー）
- 因州山稔（1940年代に活躍した大相撲力士、旧・宝木村出身）